# Giovanni Girolamo Romei Longhena
Giovanni Girolamo Romei Longhena (Reggio Emilia, 15 settembre 1865 – Brescia, 14 febbraio 1944) è stato un politico e militare italiano.

## Biografia
Fu senatore del Regno d'Italia nella XXVIII legislatura.
Figlio di Lucia Longhena e Agostino Romei, nacque dal matrimonio di unione di due nobili famiglie, i Romei emiliani ed i Longhena bresciani.
Nominato Conte ed autorizzato ad unire il suo cognome a quello della madre Lucia Longhena, ed a chiamarsi quindi Conte Romei-Longhena.
Il 29 aprile 1905, ad Istanbul, sposa la nobile Maria Feridé Melhamé Selim Paché, dalla quale avrà una figlia, Pia.
Il 16 novembre 1933 viene nominato senatore del Regno d'Italia.

## Carriera militare
- Aiutante di campo onorario di SM il Re (25 aprile 1907)
- Aiutante di campo generale onorario di SM il Re (13 luglio 1916)
- Rappresentante militare della missione interalleata di controllo in Polonia (9 febbraio-6 aprile 1919)
- Capo della missione italiana in Polonia (22 novembre 1919-31 dicembre 1922)

### Partecipazioni belliche
- 1911-1912 Guerra italo-turca
- 1915-1918 I guerra mondiale
- 1920-1921 Campagne russo-polacche

### Decorazioni
- Medaglie al valor militare russe (2);
- Croce al merito di guerra polacca